# 弗賴恩特 (加利福尼亞州)
弗賴恩特（英語：Friant）是位於美國加利福尼亞州弗雷斯諾縣的一個人口普查指定地區。

## 地理
弗賴恩特的座標為36°59′16″N 119°42′43″W / 36.98778°N 119.71194°W，而該地最高點為海拔高度105米（即344英尺）。

## 人口
根據2010年美國人口普查的數據，弗賴恩特的面積為3.434平方千米，當中陸地面積為3.303平方千米，而水域面積為0.131平方千米。當地共有人口549人，而人口密度為每平方千米159人。